# Antoine Chevandier
Pour les articles homonymes, voir Chevandier.
Antoine Chevandier, né le 27 mai 1822 à Serres (Hautes-Alpes) et mort le 9 janvier 1893 à Paris 9e, est un homme politique français.

## Biographie
Il est fils de Jean-Joseph Armand, surnommé Chevandier, officier de santé à La Motte-Chalancon et d’Henriette-Appolonie-Françoise Andréoly. 
Il est petit-fils de Louise-Claudine Armand, d’une relation avec Jean-Antoine Chevandier, docteur en médecine, (mort le 9 messidor an 2), elle était  alors veuve Jean-Antoine Ruelle.
Médecin en 1846, il s'installe à Die en 1848. Malgré des changements dans sa vie professionnelle, il reste attaché au domaine médical, et fait plusieurs publication auprès de l'Académie de médecine, sur le sujet des bains Thermo-résineux. Nommé sous-préfet de Die après la chute du Second Empire, il démissionne pour se présenter aux élections législatives. Il est élu député de la Drôme de 1871 à 1892, siégeant à gauche. Il fait partie des 363 qui refusent la confiance au gouvernement de Broglie le 16 mai 1877. Il est sénateur de la Drôme de 1892 à 1893.
Il est inhumé au cimetière Montmartre, une chapelle de la 22e division, avec Victoire Cluze (1835-1910), qu'il a épousée le 19 novembre 1862 à Die, son fils Paul-Ernest Chevandier, (1863-1943), docteur en médecine, qui épouse Louise-Céline Loupas le 25 novembre 1924 à Joigny-sous-Bois, sa fille Louise-Reine Chevandier, (1857-1922), qui épouse Claude-Achille Planel, docteur en médecine, le 30 juin 1883 à Saint-Germain-en-Laye.